# 博览中心站 (郑州市)
博览中心站是郑州地铁3号线和6号线的地铁换乘站，位于中华人民共和国河南省郑州市管城回族区（部分结构位于金水区）郑汴路与未来路交叉口，于2020年12月26日正式启用，站名来源于该站东北侧的中原国际博览中心。

## 车站结构
博览中心站分为3号线车站和6号线车站两部分。3号线车站主体位于郑汴路的地下，呈东西向布置，6号线车站主体位于3号线车站北侧的未来路地下，呈南北向布置，与3号线车站呈“T”形交叉。

### 车站楼层
博览中心站3号线车站主体结构为地下二层车站，B1层为站厅层，B2层为3号线站台层。6号线车站主体结构为地下三层车站，B1层为站厅层，B2层为设备层，B3层为6号线站台层。

#### 3号线车站楼层
| 1F  | 地面     | C、G出入口                                                        | C、G出入口                                                        | C、G出入口                                                        |
| B1F | 站厅     | 客服中心、自动售票机、行李检查、闸机、车站控制室 连通 █ 6号线站厅 | 客服中心、自动售票机、行李检查、闸机、车站控制室 连通 █ 6号线站厅 | 客服中心、自动售票机、行李检查、闸机、车站控制室 连通 █ 6号线站厅 |
| B2F | █ 3号线  | 往省体育中心方向（郑州文庙）                                      | 往省体育中心方向（郑州文庙）                                      | 往省体育中心方向（郑州文庙）                                      |
| B2F | 岛式站台 | 卫生间                                                            | 至站厅 至 █ 6号线站台                                             |                                                                   |
| B2F | █ 3号线  | 往滨河新城南方向（凤凰台）                                        | 往滨河新城南方向（凤凰台）                                        | 往滨河新城南方向（凤凰台）                                        |

#### 6号线车站楼层
| 1F  | 地面     | D、F出入口                                                                        | D、F出入口                                                                        | D、F出入口                                                                        |
| B1F | 站厅     | 客服中心、自动售票机、行李检查、闸机、车站控制室、卫生间、母婴室 连通 █ 3号线站厅 | 客服中心、自动售票机、行李检查、闸机、车站控制室、卫生间、母婴室 连通 █ 3号线站厅 | 客服中心、自动售票机、行李检查、闸机、车站控制室、卫生间、母婴室 连通 █ 3号线站厅 |
| B2F | 设备层   | 车站设备                                                                          | 车站设备                                                                          | 车站设备                                                                          |
| B3F | █ 6号线  | 往清华附中方向（燕庄）                                                            | 往清华附中方向（燕庄）                                                            | 往清华附中方向（燕庄）                                                            |
| B3F | 岛式站台 | 卫生间                                                                            | 至站厅                                                                            | 至 █ 3号线站台                                                                    |
| B3F | █ 6号线  | 往贾峪方向（凤凰台南）                                                            | 往贾峪方向（凤凰台南）                                                            | 往贾峪方向（凤凰台南）                                                            |

### 站厅
博览中心站的3号线车站和6号线车站各设1座站厅，均位于B1层，各设有客服中心和自动售票机等设施，站厅由闸机和栏杆分隔为付费区和非付费区，6号线站厅的南端与3号线站厅连通，付费区和非付费区均互相连接。两座站厅的付费区内均设有自动扶梯、步梯和无障碍电梯，连接对应的站台。6号线站厅近D口道通处设卫生间和母婴室。

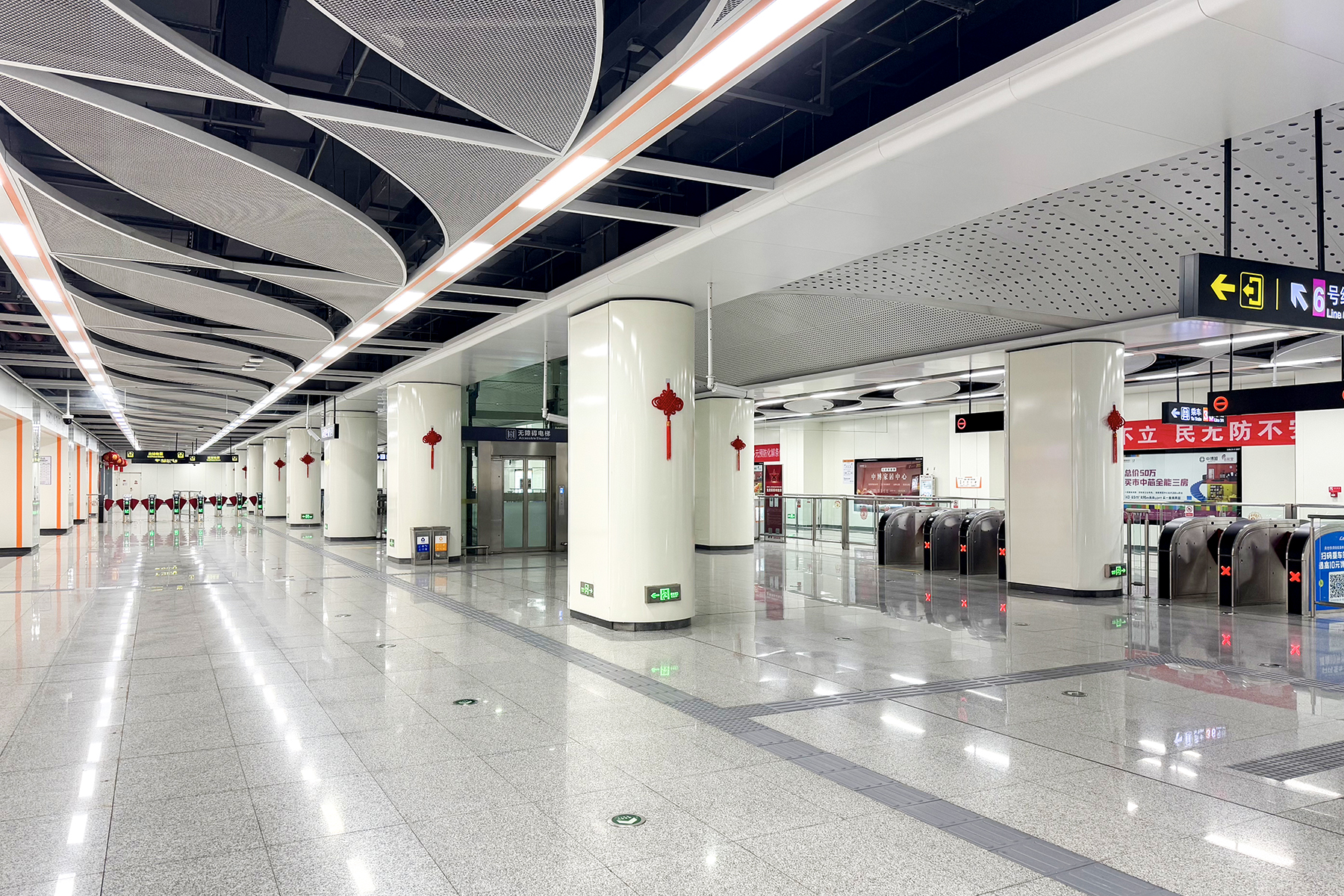
3号线站厅
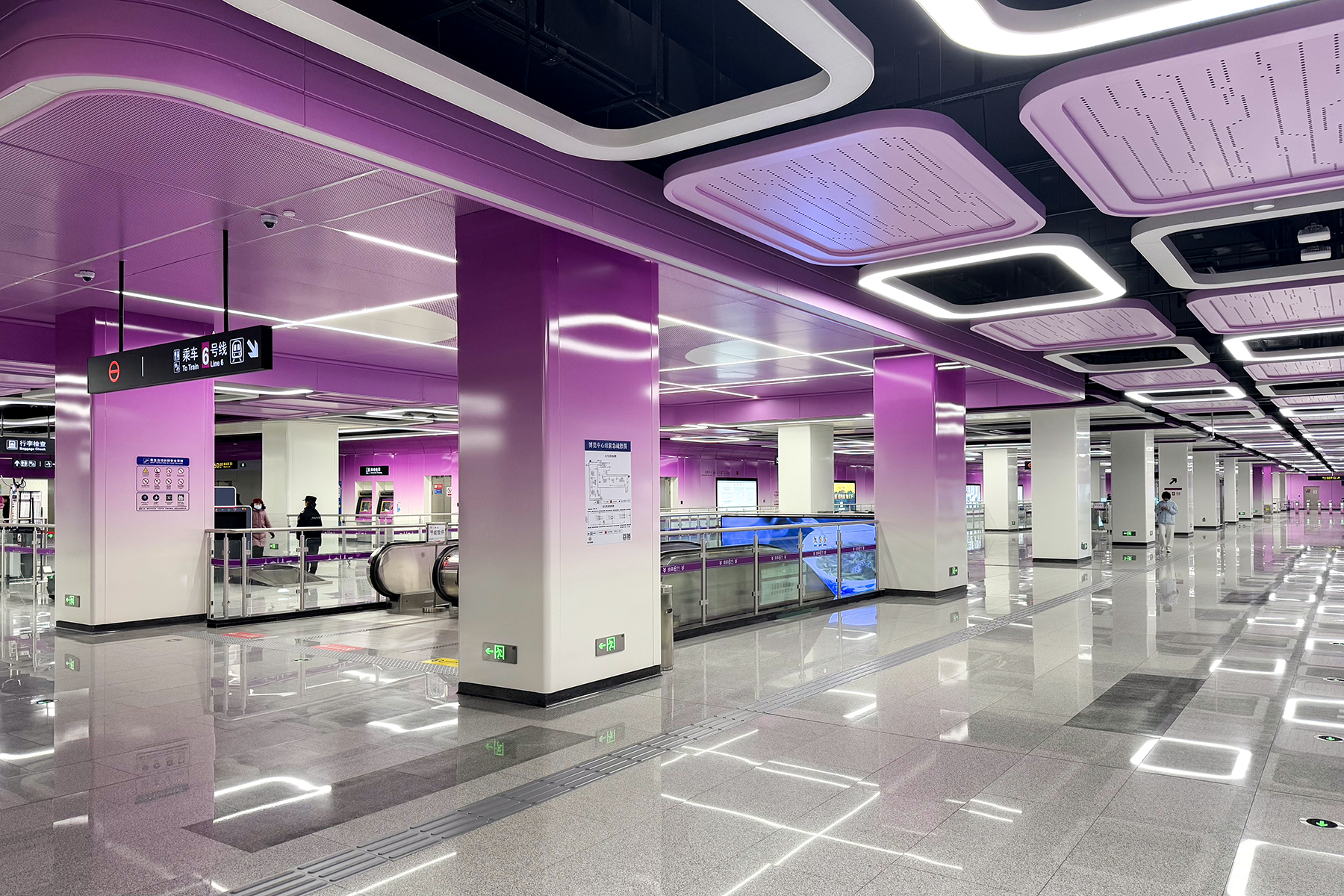
6号线站厅
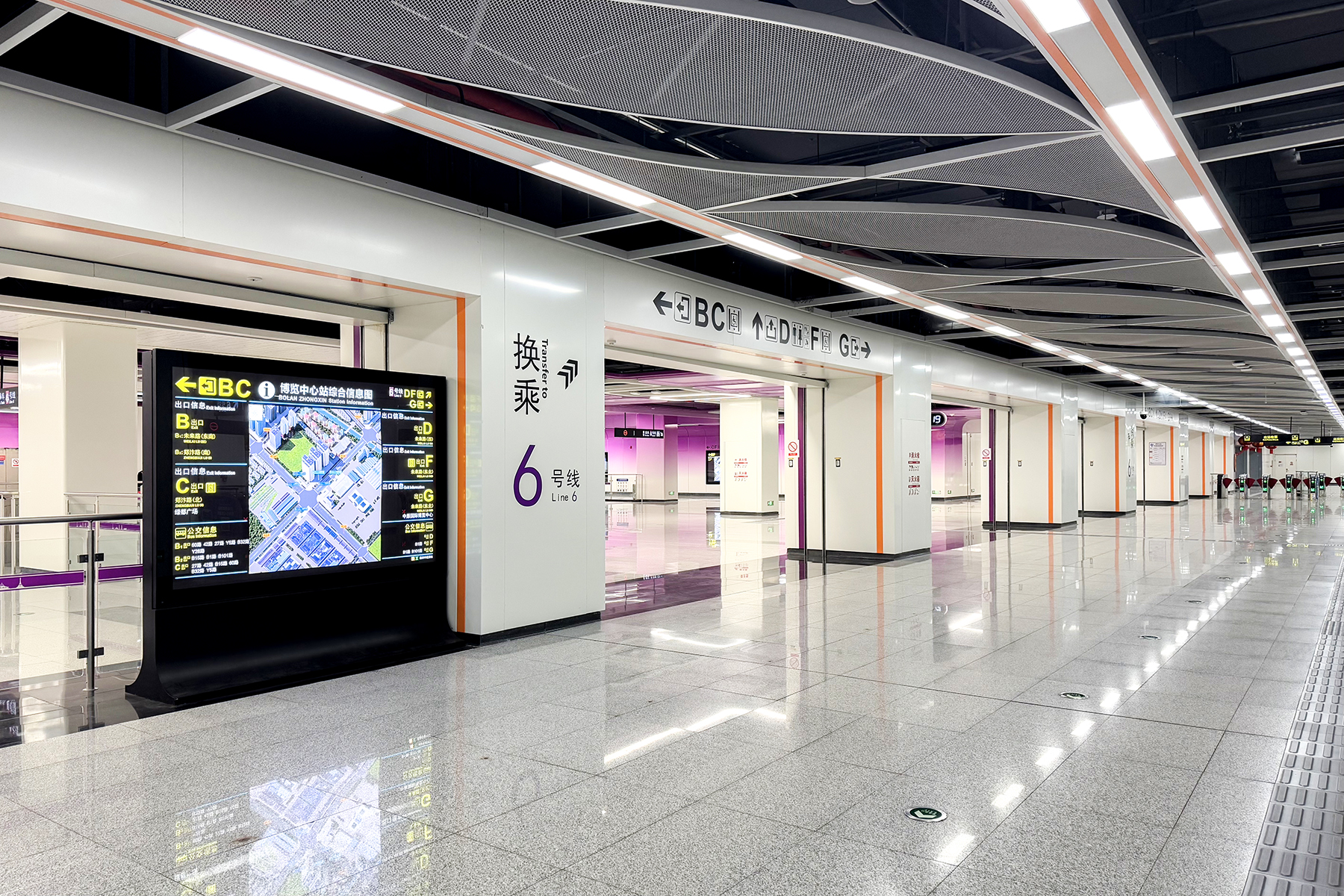
3号线站厅与6号线站厅连接处

### 站台
博览中心站的3号线车站和6号线车站各设1座岛式站台，均安装有高站台门。3号线站台位于B2层，呈东西向，南侧站台面由往滨河新城南方向列车的使用，北侧站台面由往省体育中心方向的列车使用。6号线站台位于B3层，呈南北向，西侧站台面由往贾峪方向列车的使用，东侧站台面由往清华附中方向的列车使用，站台南端设卫生间和母婴室。两座岛式站台呈“T”型布置，形成T型节点换乘。换乘节点位于3号线站台中部，设有楼梯通道连接6号线站台的南端。

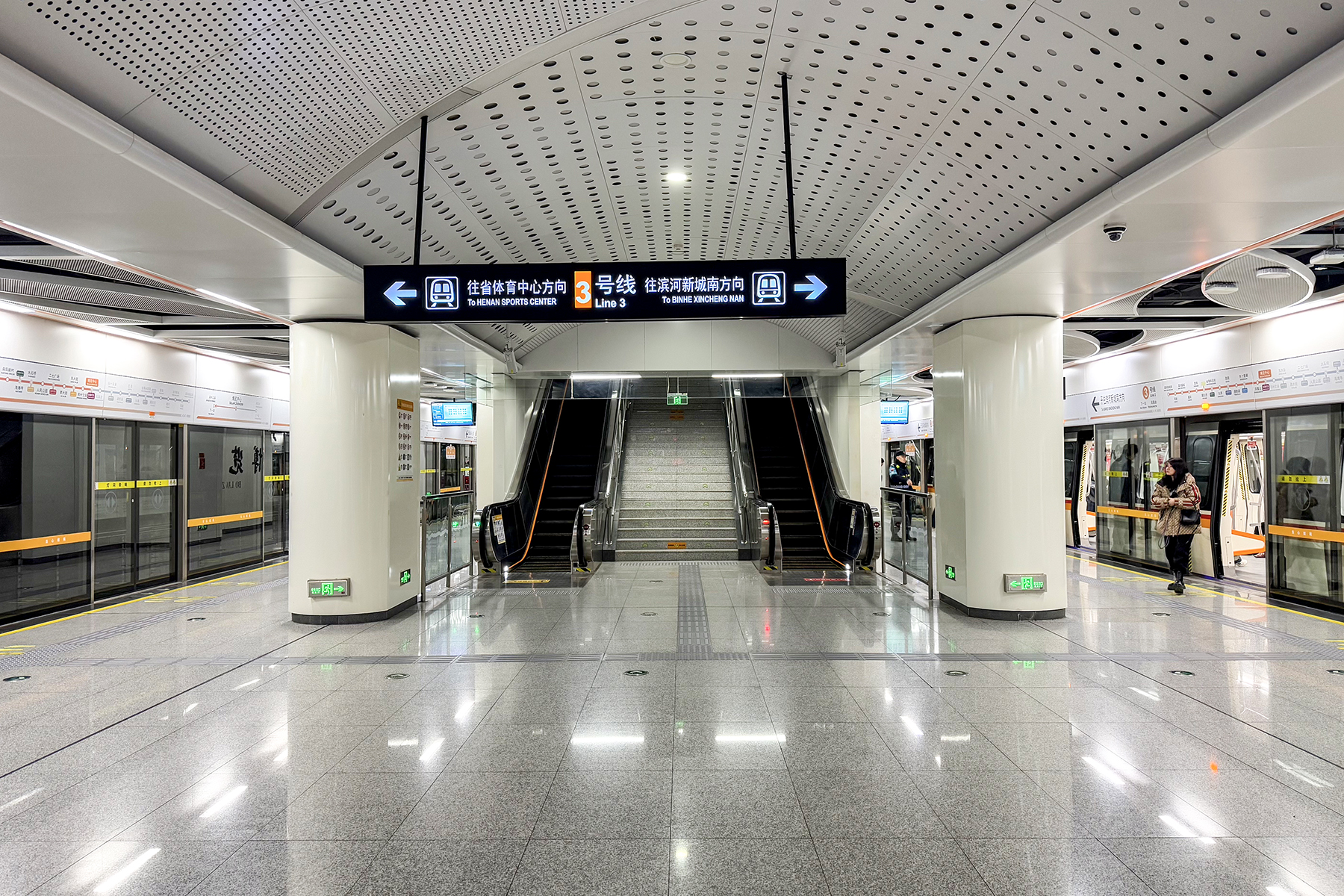
3号线站台
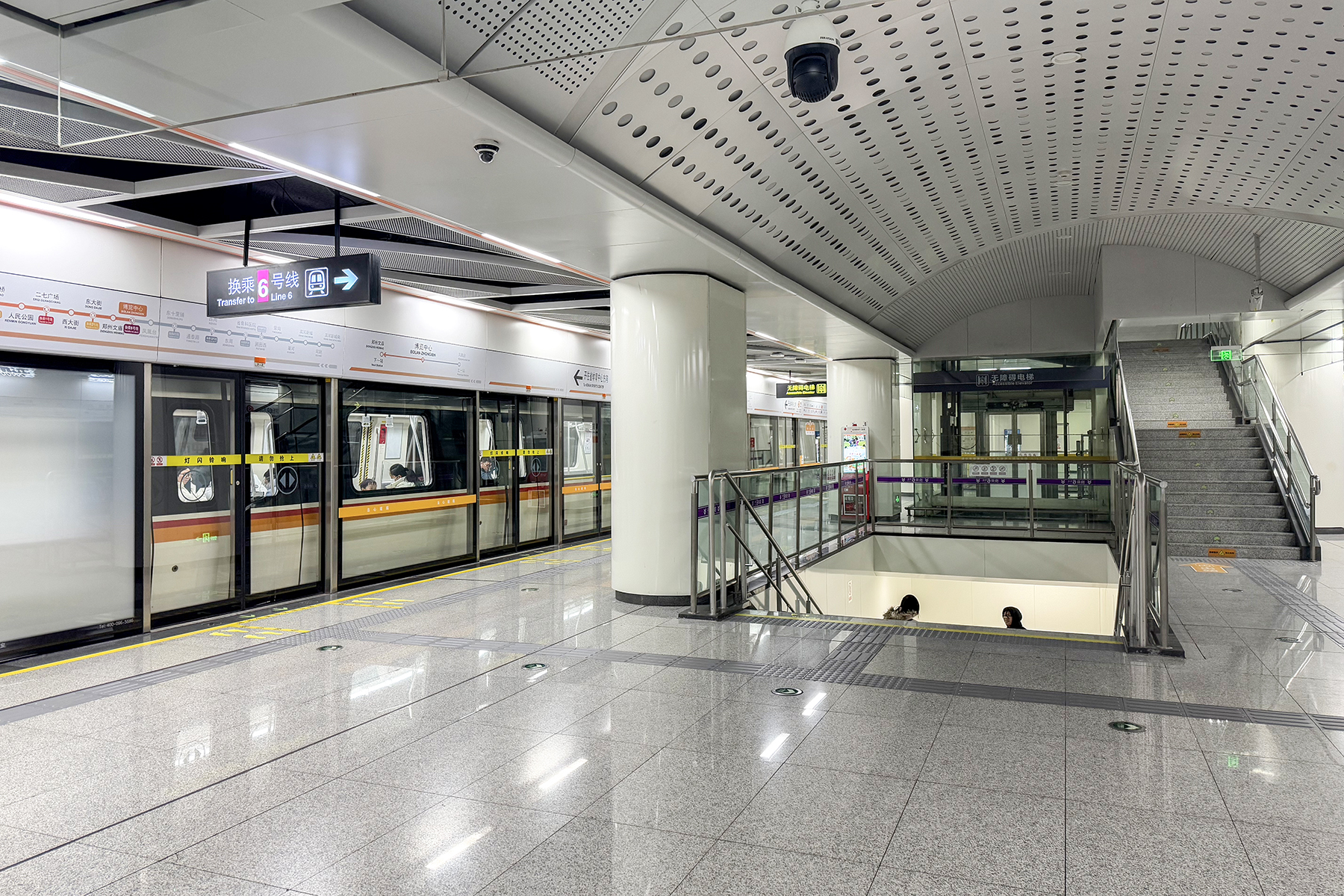
3号线站台中部的换乘通道口
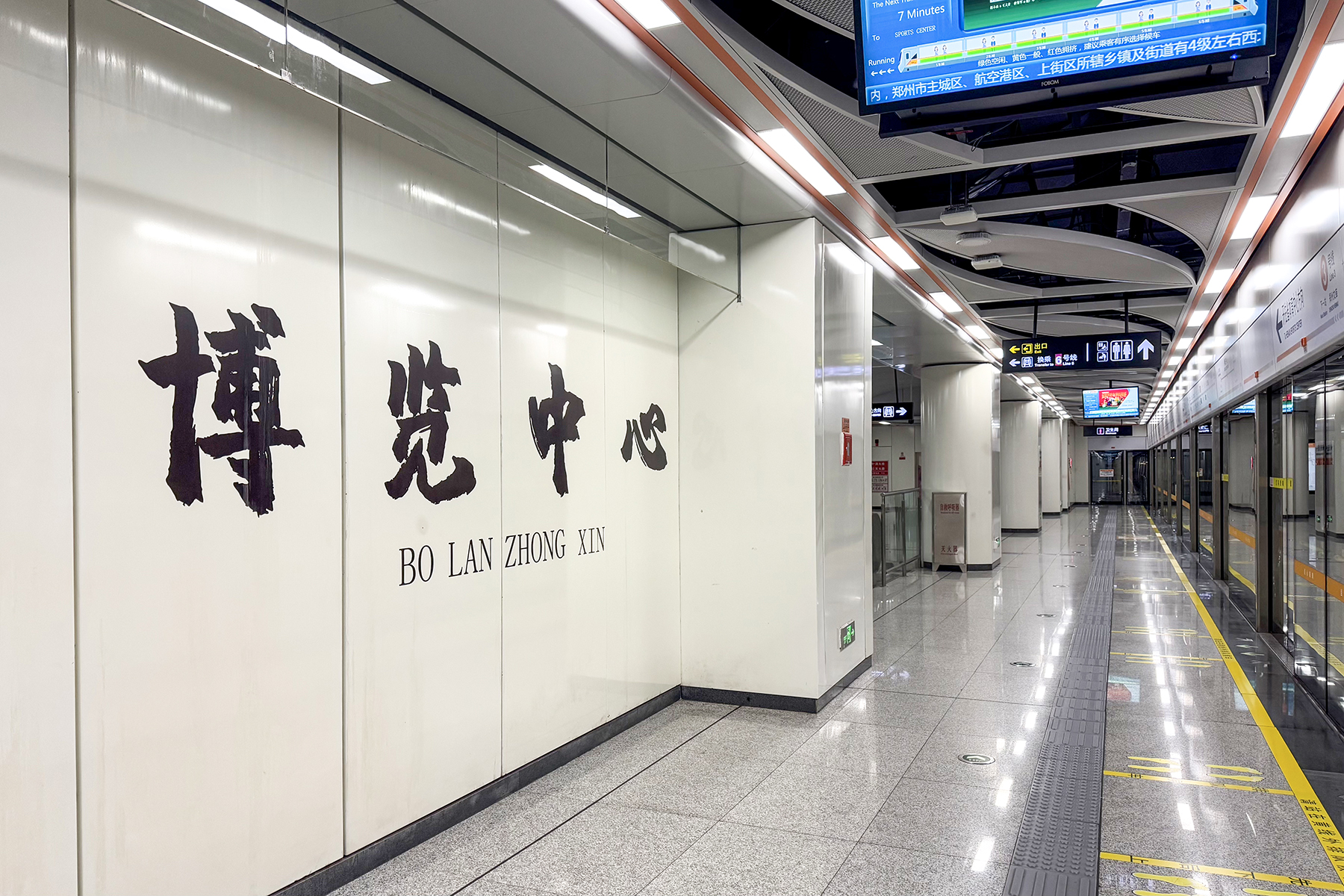
3号线站台上的站名大字壁

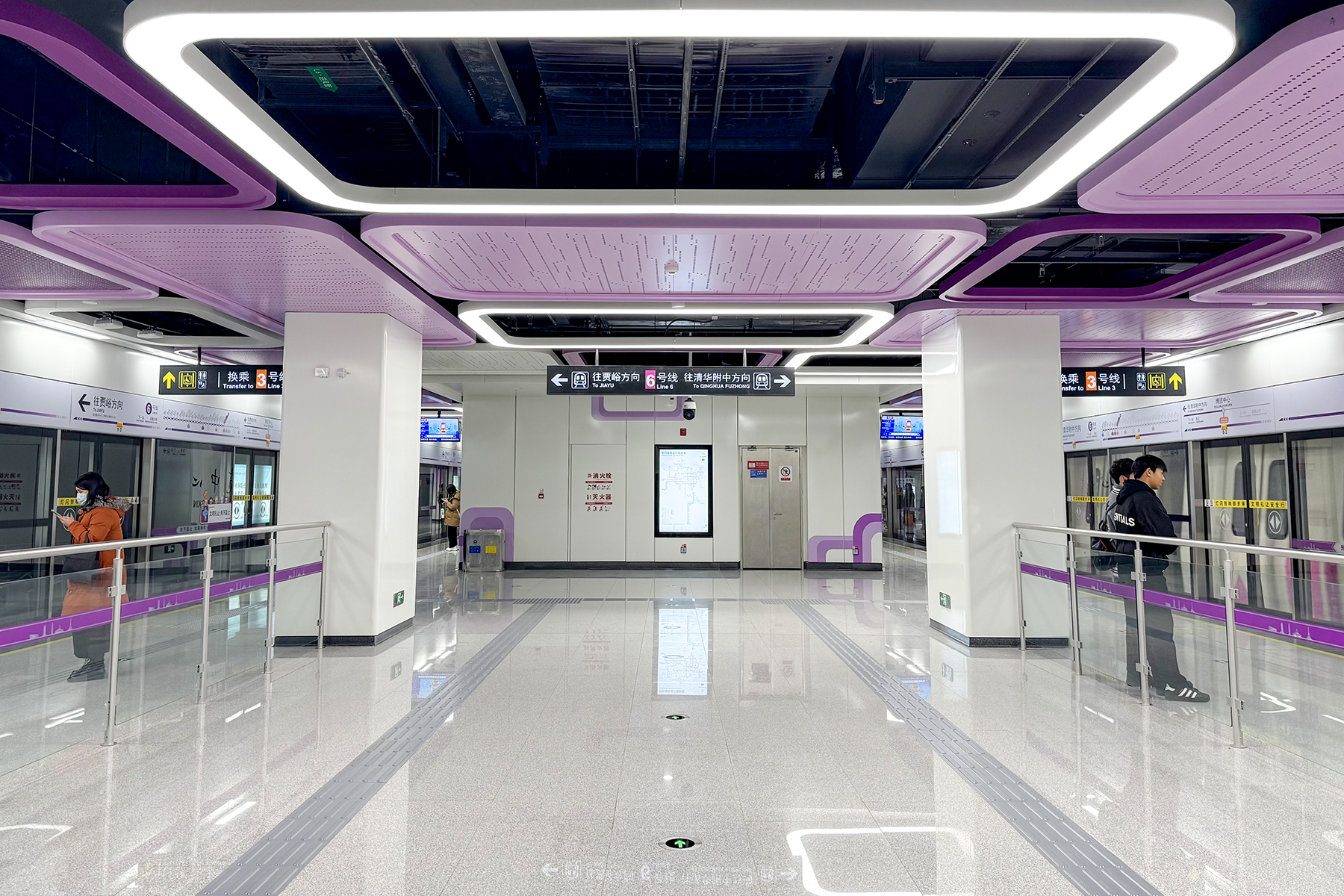
6号线站台
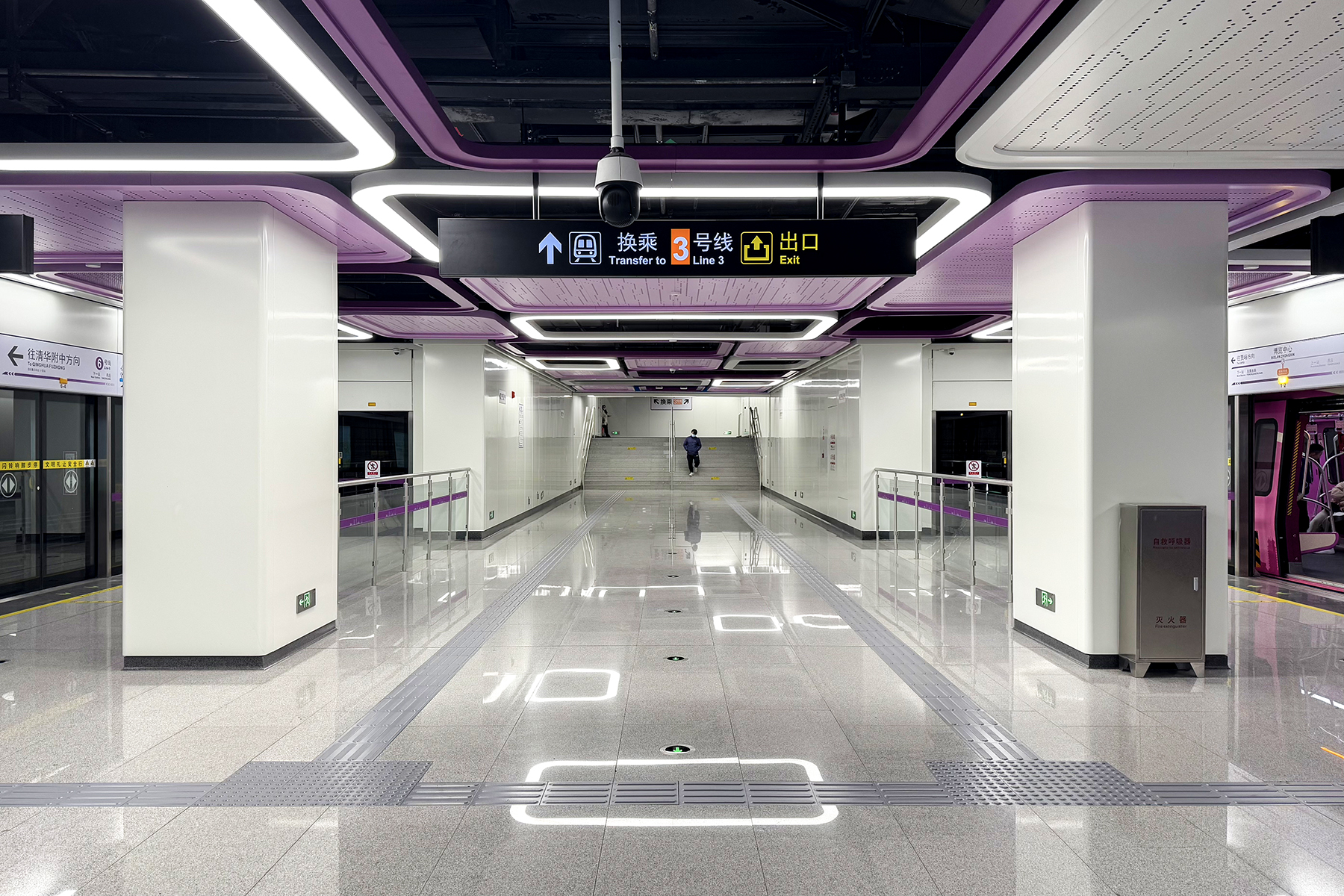
6号线南端的换乘通道口
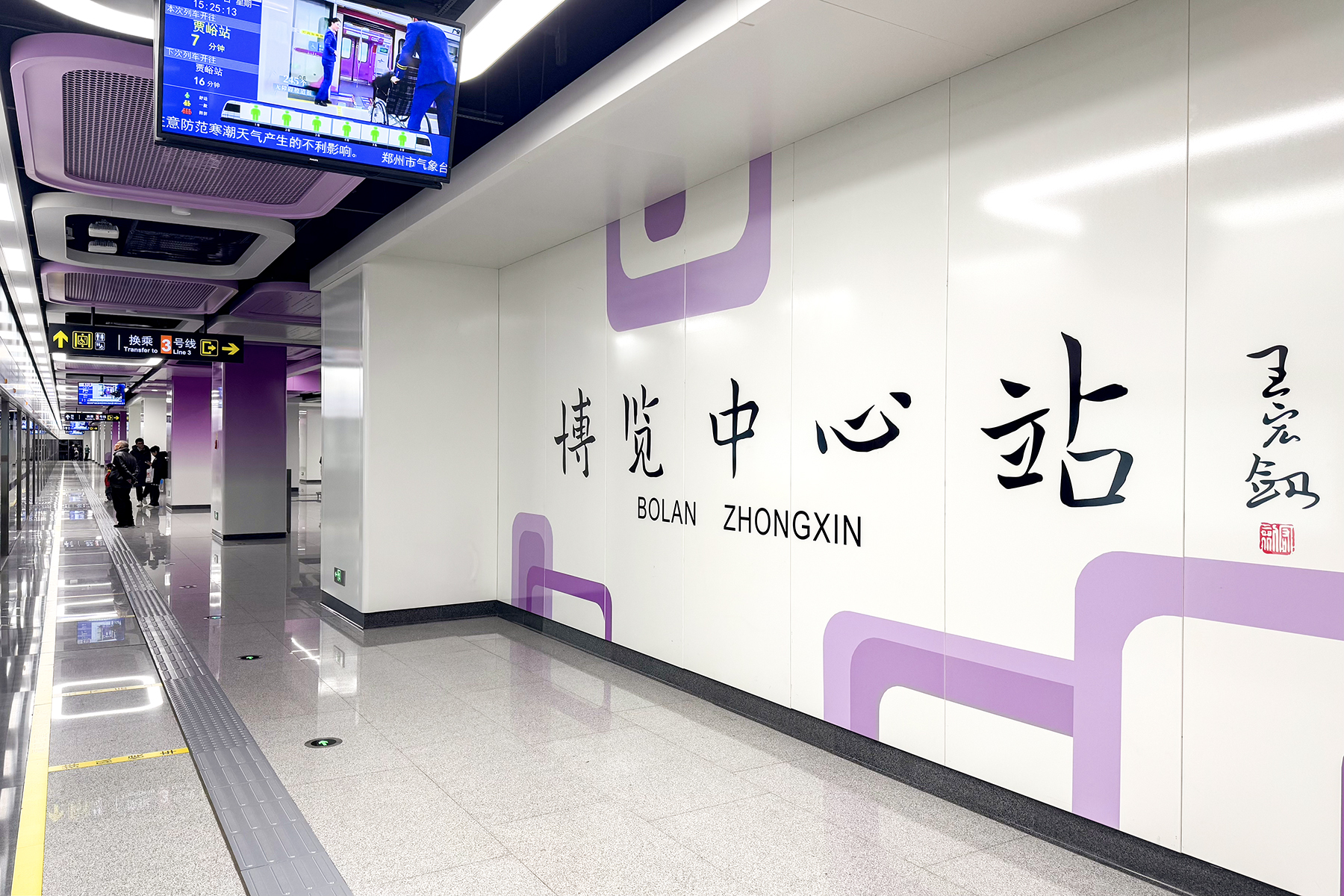
6号线站台上的站名大字壁

### 出入口
博览中心站目前启用B1、C、D、F、G共5个口，其中B1、C、G口分别位于郑汴路与未来路交叉路口的东南角、西北角和东北角，连接3号线站厅非付费区，D、F口分别位于路口以北未来路的西侧和东侧，连接6号线站厅非付费区，C、F口设无障碍电梯。
该站各出入口的信息如下表所示。
| 郑汴路未来路 | 郑汴路未来路   | 郑汴路未来路 | 郑汴路未来路     | 郑汴路未来路 |
| 编号         | 路线           | 路线         | 路线             | 备注         |
| ------------ | -------------- | ------------ | ---------------- | ------------ |
| 27           | 兴隆铺路沙口路 | ⇆            | 管城中医院       |              |
| 42           | 经南五路公交站 | ⇆            | 北三环文化路     |              |
| 60           | 赵坡新村       | ⇆            | 郑州东站         |              |
| B15          | 石化路公交站   | ⇆            | 北三环中州大道站 |              |
| B32          | 郑州市福利院   | ⇆            | 郑汴路中州大道   | 原72路       |
| Y5           | 郑州东站       | ⇆            | 火车站北港湾     | 夜间服务     |

| 未来路郑汴路 | 未来路郑汴路 | 未来路郑汴路 | 未来路郑汴路   | 未来路郑汴路 |
| 编号         | 路线         | 路线         | 路线           | 备注         |
| ------------ | ------------ | ------------ | -------------- | ------------ |
| B1           | 电厂路公交站 | ⇆            | 中州大道农业路 |              |

| 博览中心地铁站 | 博览中心地铁站 | 博览中心地铁站 | 博览中心地铁站 | 博览中心地铁站 |
| 编号           | 路线           | 路线           | 路线           | 备注           |
| -------------- | -------------- | -------------- | -------------- | -------------- |
| S329           | 滨河绿苑社区   | ⇆              | 博览中心地铁站 |                |

## 历史
博览中心站于2020年12月26日随郑州地铁3号线的开通而启用。2024年11月30日，郑州地铁6号线一期东北段开通运营，该站成为3号线和6号线的换乘站。